# Каменное (Ханты-Мансийский автономный округ)
Каменное — село в России, находится в Октябрьском районе, Ханты-Мансийского автономного округа — Югры. Административный центр сельского поселения Каменное.

## География
Климат
Климат резко континентальный, зима суровая, с сильными ветрами и метелями, продолжающаяся семь месяцев. Лето относительно тёплое, но быстротечное.

## Население
| 2008 | 2010 |
| ---- | ---- |
| 327  | ↘318 |